# Галерея Драакони
Галере́я Дра́акони, также Галерея Драко́на (эст. Draakoni galerii) — старейшая художественная галерея Эстонии. Основана в 1983 году. Находится в Старом городе Таллина по адресу улица Пикк 18 (Pikk tänav 18).
Первоначально галерея подчинялась Центральному Салону «Арс» («Ars») Художественного фонда Эстонии.
В первые годы работы галерея преимущественно посвящала свои выставки ознакомлению с творчеством членов эстонского Общества свободных графиков. Некоторое время выставочная деятельность в галерее была прекращена, и она стала местом продажи живописи, графики и предметов изобразительного искусства.
С 2003 года в галерее снова проводятся выставки эстонских и зарубежных художников. Галерея участвует в различных программах в области художественного образования, а также осуществляет продажу живописи, графики, фоторабот.
Нынешняя выставочная деятельность галереи в основном сосредоточена на современном эстонском изобразительном искусстве, графике, фотоискусстве, скульптуре и художественных инсталляциях.
Галерея принадлежит Союзу художников Эстонии. В подвальном зале галереи имеется возможность для расширения выставочной деятельности и для проведения различных совместных проектов, связанных с художественными выставками.
Галерея оказывает услуги по высококачественному обрамлению живописных произведений.
Фасад здания, в котором находится галерея, внесён в Государственный регистр памятников культуры Эстонии как памятник архитектуры.
По мнению галериста Галереи Дракона Элин Кард (Elin Kard), в здании очень сложные помещения, и некоторые выставки теряют в своём воздействии на зрителя из-за того, что художники не принимают во внимание общее впечатление от залов, в которых они размещают свои работы.